# Torre Milán
La Torre Milán es un edificio ubicado en Avenida Santa Fe 482, Colonia Cruz Manca en el distrito de Santa Fe, en alcaldía Cuajimalpa en la Ciudad de México, cuenta con 2 elevadores (ascensores), es el noveno edificio más alto del distrito de Santa Fe.
La desarrolladora del complejo es Gicsa, los arquitectos de la Torre Boston son Jerde Partnership.

## La Forma
- Su altura es de 130 metros, con la antena rondara en los 185 m y tendrá 28 pisos.

- Su uso es exclusivamente residencial.

- El área total del rascacielos es de 26,500 m².

- Contara con una estructura de 55 metros de antena.

## Detalles Importantes
- Su construcción comenzó en abril del 2006 y concluyó a mediados del 2009.

- Cabe destacar de su construcción, que es parte del denominado proyecto City Santa Fe Eatapa I junto con City Santa Fe Torre Barcelona y City Santa Fe Torre Amsterdam.

- Los materiales que se usaron para construir este rascacielos son: concreto armado y vidrio.

- Cuenta con 20 amortiguadores sísmicos y 120 pilotes de concreto que penetraran a una profundidad de 30 metros, el edificio puede soportar un terremoto de 8.5 en la escala de Richter, hasta el momento la estructura del edificio que va en el nivel 16 ha soportado un sismo de 6.3 en la escala de Richter sucedido el 13 de abril del 2007.

- Cuenta con 7 niveles subterráneos de aparcamiento.

- Cuenta con 98 departamentos.

- El arquitecto de este rascacielos fue: Jerde Partnership.

- Es considerado un edificio inteligente, debido a que el sistema de luz es controlado por un sistema llamado B3, al igual que el de Torre Mayor, Torre Ejecutiva Pemex, World Trade Center México, Torre Altus, Arcos Bosques, Arcos Bosques Corporativo, Torre Latinoamericana, Edificio Reforma 222 Torre 1, Haus Santa Fe, Edificio Reforma Avantel, Residencial del Bosque 1, Residencial del Bosque 2, Torre del Caballito, Torre HSBC, Panorama Santa fe, City Santa Fe Torre Amsterdam, Santa Fe Pads, St. Regis Hotel & Residences, Torre Lomas.

## Datos clave
- Alturaː 130 m s. n. m.;
- área totalː 26 400 metros cuadrados;
- pisosː 7 niveles subterráneos de estacionamiento y 28 pisos;
- condición: terminado;
- rango: 	
  - en México: 22.º lugar, 2011: 40.º lugar
  - en Ciudad de México: 21.eɽ lugar, 2011: 31.eɽ lugar
  - en Santa Fe: 5.º lugar, 2011: 9.º lugar